# Шувињи
Шувињи (фр. Chouvigny) насеље је и општина у централној Француској у региону Оверња, у департману Алије која припада префектури Монлисон.
По подацима из 2011. године у општини је живело 230 становника, а густина насељености је износила 17,15 становника/km². Општина се простире на површини од 13,41 km². Налази се на средњој надморској висини од 471 метар (максималној 584 m, а минималној 310 m).

## Демографија
| 1962. | 1968. | 1975. | 1982. | 1990. | 1999. | 2011. |
| ----- | ----- | ----- | ----- | ----- | ----- | ----- |
| 340   | 349   | 265   | 255   | 240   | 238   | 230   |

График промене броја становника у току последњих година